# Гінтерзее
Гінтерзее —  містечко та громада в австрійській землі Зальцбург. Містечко належить округу Зальцбург-Умгебунг. Це центр зимових видів спорту з 40 км гірськолижних трас.